# Jelení vrch (Javoří hory)
Jelení vrch (německy Rülis) je hora v Javořích horách, severozápadně od obce Heřmánkovice. Dosahuje nadmořské výšky 752 metrů. Hora leží zcela v Česku.

## Hydrologie
Hora náleží do povodí Odry. Vody odvádějí přítoky Stěnavy, např. Heřmánkovický potok, Uhlířský potok.

## Vegetace
Hora je převážně zalesněná, jen místy najdeme menší paseky. Často se jedná o smrkové monokultury, jen místy najdeme smíšené nebo listnaté, zpravidla horské bučiny, tedy bučiny s výskytem určitého množství přirozeného smrku ztepilého.

## Ochrana přírody
Hora leží v CHKO Broumovsko